# فاطمه اختصاری
فاطمه اختصاری (زادهٔ ۲۶ خرداد ۱۳۶۵) شاعر، ترانه‌سرا، نویسنده، فیلمساز و زندانی سابق سیاسی ایرانی است. او از شاعران مطرح غزل پست‌مدرن در دههٔ ۱۳۸۰ خورشیدی بود و بسیاری از آثارش به زبان‌های دیگر نظیر نروژی، انگلیسی، آلمانی، چکی و عبری ترجمه شده است. همچنین بسیاری از اشعار او توسط خوانندگانی نظیر شاهین نجفی، شادی امینی، الهه سرور، شبنم طلوعی، لیلی محسنی، نوید زردی و ماریا اجرا شده است.
او در ایران سردبیر نشریهٔ تخصصی غزل پست‌مدرن بود که در خرداد ۱۳۸۸ توقیف شد و پس از خروج از ایران، سردبیری گاهنامهٔ ادبیات مستقل ایران را بر عهده گرفت. وی همچنین مدتی کارگاه‌های ادبی رایگان در شهر تهران برگزار می‌کرد که با فشار نیروهای امنیتی بسته شد. دستگیری و زندانی شدن اختصاری در سال‌های آغازین دههٔ ۱۳۹۰ بازتاب زیادی در رسانه‌های جهانی داشت. او پس از چند بار دستگیری، نهایتاً در دادگاه انقلاب تهران به‌خاطر فعالیت‌های ادبی و هنری‌اش به ۱۱٫۵ سال زندان و ۹۹ ضربه شلاق محکوم شد. وی در سال ۱۳۹۴ به‌صورت غیرقانونی از ایران خارج شد و پس از مدتی اقامت در ترکیه، از زمستان ۱۳۹۵ به‌عنوان هنرمند مهمان در نروژ زندگی می‌کند.
اختصاری ۱۱ مجموعهٔ شعر و داستان و یک مجموعه از آثار تجسمی خود منتشر کرده که چاپ و پخش همگی آنها در ایران ممنوع است، اما به‌صورت کتاب الکترونیک یا چاپ زیرزمینی به دست مخاطبانش می‌رسد. منتقدان بسیاری، آثار اختصاری را از دیدگاه‌های مختلف نظیر زبان زنانه، بازی‌های زبانی و تابوشکنی مورد مطالعه قرار داده‌اند و با توجه به تعداد بالای دنبال‌کنندگان او در شبکه‌های اجتماعی، وی را از معدود شاعران و نویسندگان سال‌های اخیر می‌دانند که با وجود محدودیت‌ها آثارش هم‌زمان مورد استقبال مردم و منتقدان قرار گرفته است.
او علاوه بر فعالیت‌های ادبی‌اش به‌عنوان یک فیلمساز و همچنین فعال حقوق زنان شناخته می‌شود. حضور او در ورزشگاه آزادی با لباس و گریم مردانه، بازتاب زیادی در رسانه‌های جهانی داشت و توسط دختران علاقمند به فوتبال مورد استقبال و تقلید قرار گرفت. همچنین وی در نشست سالانه سازمان ملل در سال ۲۰۲۴ در ژنو سوئیس، درمورد وضعیت سرکوب و سانسور در ایران سخنرانی کرده است. اختصاری در بسیاری از فستیوال‌ها و جشنواره‌ها شعرخوانی کرده و برندهٔ جوایز ادبی بسیاری شده است. کتاب‌های او در ایران و نروژ همیشه از آثار پرفروش بوده‌اند و نقدها و مقالات زیادی بر آنها نوشته شده است. مجلهٔ وزن دنیا طبق نظرسنجی از مردم و کارشناسان، او را یکی از پنج شاعر برتر زن فارسی‌زبان در حوزهٔ شعر اعتراضی دانسته و از او با عنوان «صدای یک نسل» یاد کرده است.

## زندگی
اختصاری در ۲۶ خرداد ۱۳۶۵ در شهر کاشمر به دنیا آمد. پدر او قبل از به دنیا آمدنش در یک حادثه درگذشت و وی پس از چند سال زندگی در کنار خانوادهٔ مادری، در همان کودکی به همراه مادر جوانش به شهر مشهد کوچ کرد. او در دوران نوجوانی به فعالیت‌هایی نظیر ورزش حرفه‌ای، گویندگی در رادیو، نقاشی و نوشتن می‌پرداخت، اما پس از قبولی در رشتهٔ مامایی دانشگاه علوم پزشکی مشهد در سال ۱۳۸۳، به شکل تخصصی، نوشتن شعر و داستان را دنبال کرد.
او پس از قبولی در مقطع کارشناسی ارشد مامایی در دانشگاه تربیت مدرس تهران، در سال ۱۳۸۸ به تهران مهاجرت کرد و پس از چند بار دستگیری و محکومیت به ۱۱٫۵ سال زندان و ۹۹ ضربه شلاق، در ۱۷ آذر ۱۳۹۴ از ایران به کردستان عراق گریخت و پس از مدتی زندگی پنهانی در آنجا، خودش را به کشور ترکیه رساند.
اختصاری با دعوت مؤسسهٔ آیکورن از زمستان ۱۳۹۵ به کشور نروژ آمد و درحال‌حاضر در شهر لیل‌هامر این کشور زندگی می‌کند.
او هم‌اکنون از مدیران وکسفو بوده و همچنین به‌عنوان شاعر، نویسنده، ویراستار، سخنران و مدرس در اروپا فعالیت می‌کند.

## فعالیت‌های فرهنگی و هنری
اختصاری در حوزه‌های مختلف هنری فعالیت داشته است. از او تابه‌حال چندین مجموعهٔ شعر و داستان به چاپ رسیده و همچنین ترانه‌های او توسط خوانندگان مختلفی اجرا شده است. فعالیت‌های ژورنالیستی او نیز سردبیری چندین نشریه و چاپ مقاله در حوزه‌های گوناگونی نظیر ادبیات، سیاست، زنان و زبان‌شناسی را دربرمی‌گیرد. اختصاری به‌عنوان یک مستندساز، تجربهٔ کارگردانی چندین فیلم را در کارنامه دارد و در آثار دیگری هم به‌عنوان بازیگر، دستیار کارگردان و… حضور داشته است. او همچنین به‌عنوان مدرس، برگزاری چندین کارگاه را در حوزه‌هایی نظیر عروض، مطالعات جنسیت و… برعهده داشته است. همچنین حضور او به‌عنوان یک فعال اجتماعی برابری‌خواه در رسانه‌ها بازتاب زیادی داشته است که می‌توان به حضور با لباس و گریم مردانه در ورزشگاه آزادی اشاره کرد که حتی پس از دستگیری او توسط زنان بسیاری ادامه پیدا کرد. اختصاری در دو دههٔ اخیر در بسیاری از فستیوال‌های ادبی و هنری برندهٔ جایزه شده یا به‌عنوان داور حضور داشته است.

### فعالیت‌های ادبی

#### قبل از خروج از ایران

جلد دو مجموعه‌شعر از فاطمه اختصاری

اختصاری نوشتن شعر و داستان را از دههٔ هفتاد و تحصیل در مقطع راهنمایی (۱۱ سالگی) آغاز کرد. اما در سال‌های آغازین دههٔ هشتاد و پس از ورود به دانشگاه با سید مهدی موسوی، که به‌عنوان پدر غزل پست‌مدرن شناخته می‌شود، آشنا و وارد کارگاه‌های ادبی او شد. او با ورود به این کارگاه‌ها فعالیت در حوزهٔ غزل پست‌مدرن را آغاز کرد و توانست در جشنواره‌های مختلف ادبی نظیر جشنوارهٔ مهرگان و جایزهٔ خورشید مقام کسب کرده و نام خودش را در کشور مطرح کند. وی همچنین در سال ۱۳۸۶ داوری اولین جشنوارهٔ سراسری غزل پست‌مدرن و انتخاب اثر برای مجموعهٔ گریه روی شانهٔ تخم‌مرغ را به عهده داشت.
او در سال‌های ۱۳۸۵ تا ۱۳۸۸ سردبیر فصلنامهٔ تخصصی «همین فردا بود» بود که به غزل پست‌مدرن می‌پرداخت. این نشریه در بهار ۱۳۸۸ توقیف شد و هرگز اجازهٔ انتشار مجدد پیدا نکرد. اختصاری همچنین در سایت‌ها و نشریات بسیاری نظیر «لیچار» و «عقربه»، در دههٔ هشتاد و نود، مسئولیت بخش شعر را به عهده داشته است.
او در وبلاگ ادبی پرطرفداری به نام «رقص روی سیم‌های خاردار» نیز می‌نوشت که چندین بار (در آدرس‌های مختلف) به دستور قضایی فیلتر و حذف شد؛ اما بارها با رأی مردم یا نظر کارشناسان به‌عنوان وبلاگ برتر مورد تقدیر قرار گرفت. همچنین مقالات او مانند «روزی که زن شدم» و «ترفندهای زبانی در غزل پست‌مدرن»، در نشریات و سایت‌های گوناگون، با استقبال مخاطبان و منتقدان روبرو و به چندین زبان ترجمه و منتشر شد.
اولین مجموعه‌شعر او با نام «یک بحث فمینیستی قبل از پختن سیب‌زمینی‌ها» پس از سانسور و کشمکش‌های طولانی در اردیبهشت ۱۳۸۹ در نمایشگاه کتاب تهران منتشر شد، اما باوجود استقبال فراوان مردم، به همراه سه مجموعهٔ دیگر از شاعران غزل پست‌مدرن، در روز دوم از نمایشگاه جمع و تمامی نسخه‌های آن خمیر شد. اختصاری نسخهٔ بدون سانسور این مجموعه را به‌صورت فایل الکترونیکی رایگان منتشر کرد و چندی بعد نسخه‌های چاپی آن نیز به‌صورت زیرزمینی در خیابان انقلاب تهران توسط دستفروشان عرضه شدند.
مجموعهٔ دوم او، «کنار جاده فرعی» در سال ۱۳۹۲ با حذف بیش از دو سوم اشعار مجوز گرفت، درحالی‌که خود اختصاری در زندان به‌سر می‌برد. حذفیات این مجموعه، دایرهٔ وسیعی از کلمات و مفاهیمی را شامل می‌شد که از دیدگاه ممیزان وزارت ارشاد، اروتیک، سیاسی یا مذهبی بودند. این کتاب باوجود محدودیت در عرضه و ممنوعیت برگزاری هرگونه مراسم رونمایی یا نقد، با استقبال مخاطبان روبرو شد و در زمانی کوتاه به چاپ چندم رسید.

آخرین مجموعه‌ای که فاطمه اختصاری در ایران به چاپ رساند، «منتخبی از شعرهای شاد به همراه چند عکس یادگاری» بود که علاوه بر غزل پست‌مدرن، برخی از اشعار آزاد و ترانه‌های او را نیز شامل می‌شد و در سال ۱۳۹۴ و چند ماه قبل از خروج او از ایران منتشر شد. پیش از انتشار این کتاب چندین گزارش در سایت‌های سپاه و اخبار ۲۰:۳۰ صداوسیما منتشر شد که این مجموعه را حاوی «اشعار شاهین نجفی به همراه عکس‌های مبتذل فاطمه اختصاری» دانسته بودند؛ درحالی‌که در خود کتاب هیچ شعری از شاهین نجفی یا هیچ عکسی وجود نداشت. این مجموعه‌شعر بلافاصله پس از انتشار، توقیف و از بازار جمع‌آوری شد. مدیر کمیتهٔ رسیدگی به تخلفات ناشران، ابتدا دلیل توقیف را استفادهٔ خوانندگان خارج از ایران از اشعار این کتاب دانست. اما پس از آنکه مشخص شد هیچ شعری از این مجموعه به‌صورت اثر موسیقایی منتشر نشده است، خبرگزاری‌های سپاه آن را شامل توهین به مقدسات و دفاع مقدس دانستند. معاون فرهنگی وزارت ارشاد نیز علت جمع‌آوری کتاب با وجود داشتن مجوز را گزارش‌های باشگاه خبرنگاران و صداوسیما دانست. در ماه‌های بعد نیز گزارش‌هایی از جمع‌آوری این مجموعه از بازار در سایت‌های منسوب به سپاه منتشر شد.

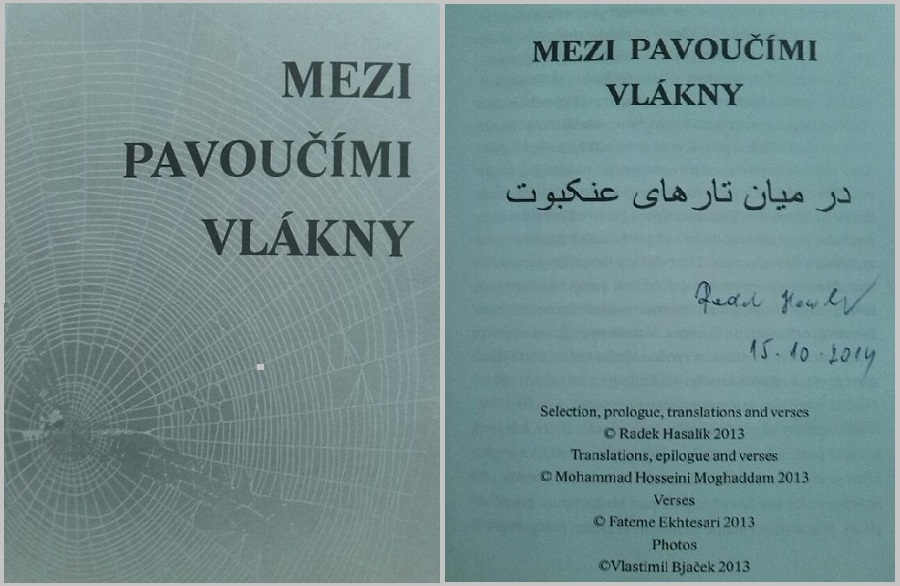
جلد کتاب «در میان تارهای عنکبوت»

مقالات زیادی این مجموعه و آثار دیگر اختصاری را از دیدگاه‌هایی نظیر سبک نوشتاری زنانه و تکنیک‌های پست‌مدرن بررسی کرده‌اند.
بسیاری از آثار اختصاری نظیر کتاب «زنیدن در باران» هرگز اجازهٔ چاپ و انتشار پیدا نکردند. او در بسیاری از سال‌های اقامتش در ایران ممنوع‌الفعالیت بود و حتی از حضورش در جلسات ادبی جلوگیری می‌شد. وی کارگاه‌های شعری را نیز به‌صورت حضوری و مجازی به‌صورت رایگان اداره می‌کرد که با فشار ارگان‌های امنیتی بسته شدند. او همچنین آخرین مصاحبه با سیمین بهبهانی را پیش از درگذشتش انجام داد و در همان سال به‌عنوان یکی از نمایندگان شعر ایران به سوئد سفر کرده و در جشنوارهٔ «تظاهراتی روی میز من» شعرخوانی کرد.
در سال‌های آخر حضور اختصاری در ایران، اشعار او در دو مجموعه‌شعر به زبان چکی، تحت عنوان‌های در میان تارهای عنکبوت و وقتی نسیم میان‌بر می‌رود، با ترجمهٔ رادک هاسالیک در کشور جمهوری چک به چاپ رسیدند. همچنین مجلهٔ ادبی کریتیکر (Kritiker)، شمارهٔ ۲۸ و ۲۹ خود را به انتشار ترجمهٔ سوئدی آثار فاطمه اختصاری و چند شاعر مطرح دیگر از ایران اختصاص داد.

#### پس از خروج از ایران
اختصاری در سال‌های آغازین خروج خود از ایران، اولین مجموعه از داستان‌های کوتاهش را با نام «شنا کردن در حوضچهٔ اسید» در لندن به زبان فارسی منتشر کرد. این مجموعه که شامل ۱۷ داستان بود، منتخبی از داستان‌های کوتاه او در دههٔ هشتاد و نود را دربرمی‌گرفت و بیشتر در فضاهای مدرن شهری رخ می‌داد.
اما دومین مجموعهٔ او پس از خروج از ایران، مرده‌ای که مرده بود، یک نفس عمیق کشید (با نام فرعی ۳۸ روز انفرادی اوین) نام داشت که شامل نوشته‌های وبلاگی او پس از زندان بود که در سال‌های ۱۳۹۲ و ۱۳۹۳ با نام مستعار و تحت عنوان «کمدی غیرالهی» در فضای مجازی منتشر شده بود و با زبانی شاعرانه به شرح خاطرات زندان می‌پرداخت.
اولین مجموعه‌شعر اختصاری پس از خروج از ایران در سال ۱۳۹۶ به چاپ رسید و «بت بزرگ» نام داشت. این مجموعه شامل آثار جدید او به‌همراه اشعاری بود که در ایران اجازهٔ انتشار نیافته بودند و شامل ۱۱۵ شعر در قالب‌های غزل پست‌مدرن، آزاد، نیمایی و ترانه بود. این کتاب اگرچه در خارج از ایران توسط نشر آمازون منتشر شد و به فروش رفت اما نسخهٔ الکترونیک آن توسط اختصاری برای ساکنان ایران و افغانستان به‌صورت رایگان در فضای مجازی قرار گرفت و همچنین توسط دستفروشان کتاب‌های زیرزمینی در ایران به فروش رفت.
اختصاری مجموعه‌داستان بعدی و هفتمین کتاب خود با نام «تبر» را در سال ۱۳۹۷ منتشر کرد که شامل ۱۶ داستان کوتاه بود که همگی پس از خروج او از ایران نوشته شده بودند. داستان‌های این مجموعه نیز مانند کتاب «شنا کردن در حوضچهٔ اسید» در فضای مدرن شهری رخ می‌دادند و به واکاوی روابط انسانی می‌پرداختند. این مجموعه نیز مانند کتاب قبلی اختصاری توسط نشر آمازون منتشر شد اما نسخهٔ الکترونیک آن برای ساکنان ایران و افغانستان به‌طور رایگان در فضای مجازی قرار گرفت. او این مجموعه را به همراه کتاب قبلی‌اش (بت بزرگ) و مجموعه‌داستان بعدی‌اش (اِبی) بخشی از یک سه‌گانه می‌داند. این مجموعه از دیدگاه استفاده از تکنیک‌های پست‌مدرن در ادبیات داستانی فارسی مورد توجه و بررسی منتقدان بوده است.
اختصاری در سال ۱۳۹۹ کتابی پلی‌ژانر با نام «نزدیکی» را به‌صورت نسخهٔ الکترونیک رایگان منتشر کرد. این مجموعه یک اتوبیوگرافی پست‌مدرن است که به صورت هایپرتکست عرضه شده و مخاطب می‌تواند با کلیک بر روی کلمات آن به عکس‌ها، ویدئوها و آهنگ‌هایی در فضای مجازی متصل شود. این کتاب یکی از اولین تجربه‌ها در ادبیات فارسی برای چاپ یک مجموعهٔ هایپرتکست است.
او در سال ۲۰۲۰ میلادی، کتابی دو زبانه (نروژی-فارسی) با نام Vi overlever ikke (زنده نمی‌مانیم) را در کشور نروژ با نشر «ترنسفر فورلاگ» به چاپ رساند که با استقبال منتقدان و مخاطبان اروپایی همراه شد. این اولین مجموعه‌شعر مستقل اختصاری به زبان نروژی بود.
وی سپس مجموعهٔ دوم خود به زبان نروژی را در سال ۲۰۲۲ با نام Hun er ikke kvinne (زن نیست) با نشر «آسکهوگ» به چاپ رساند. این مجموعه نقدهای بسیار مثبتی را دریافت کرد این مجموعه از پرفروش‌ترین کتاب‌های ادبی نروژ در سال ۲۰۲۲ بود و توانست در سال ۲۰۲۳ برندهٔ جایزهٔ «اوردکناپ» شود.
همچنین ترجمهٔ اشعار اختصاری در بسیاری از آنتولوژی‌های مطرح منتشر شده که می‌توان برای نمونه به آنتولوژی دیک دیویس با نام The Mirror Of My Heart (که به بررسی زنان مطرح شعر فارسی از رابعه تا فاطمه اختصاری می‌پردازد) و همچنین مجموعهٔ Å kysse en ørken, å kysse en myr اشاره کرد. آثار او در بسیاری از آنتولوژی‌های فارسی نیز منتشر شده که می‌توان به مجموعه‌هایی نظیر «این تخته سیاه است» و «تشویش اذهان خصوصی» اشاره کرد.
حضور اختصاری در فستیوال‌های ادبی و هنری پس از خروج از ایران گسترش یافته و به‌عنوان شاعر یا سخنران در بسیاری از فستیوال‌های مطرح جهانی حضور داشته است. او با برنامه‌های فارسی خارج از ایران نیز در ارتباط بوده و به‌عنوان داور یا مدرس به حضور خود در محافل ادبی فارسی‌زبان ادامه می‌دهد.
وی همچنین سردبیری «گاهنامهٔ ادبیات مستقل ایران» را بر عهده دارد که هر شمارهٔ آن، عنوانی جداگانه نظیر میم، جیم، لاف، ژ، دال، تشدید و خخخ دارد. در این ویژه‌نامه‌ها علاوه بر مباحثی نظیر ادبیات اعتراضی، طنز و… حتی به شکل‌های کمتر توجه‌شدهٔ ادبیات، مانند جدول متقاطع و ترکیب عکس و شعر نیز پرداخته شده است.
اختصاری توانست جایزهٔ سالانهٔ هنرمند شهر لیل‌هامر را در سال ۲۰۲۳ به‌خاطر فعالیت‌های ادبی و هنری‌اش به خود اختصاص دهد.
او همچنین یکی از سه نامزد نهایی دریافت جایزهٔ «فاکل» در سال ۲۰۲۵ میلادی بود.

### فعالیت‌ها در عرصهٔ موسیقی و ترانه

همکاری فاطمه اختصاری با شاهین نجفی

اشعار و ترانه‌های فاطمه اختصاری توسط خوانندگان مختلفی اجرا شده است. اولین شعری که از او به‌عنوان یک اثر موسیقایی منتشر شد، غزلی از مجموعهٔ «یک بحث فمینیستی قبل از پختن سیب‌زمینی‌ها» با نام «بکنیم» در آلبوم «هیچ، هیچ، هیچ» شاهین نجفی بود. این آلبوم به جریان غزل پست‌مدرن تقدیم شده بود و شاعران و ترانه‌سرایان دیگری نظیر مهدی موسوی، یغما گلرویی و افشین مقدم نیز در آن حضور داشتند.
اختصاری با شادی امینی نیز چند همکاری داشته است که از مطرح‌ترین آنها می‌شود به موزیک «۲۸» اشاره کرد که به نام‌های «تهران» و «تهران و بوی ذرت مکزیکی و غروب» نیز شهرت دارد. عکاسی موزیک‌ویدیوی این اثر را نیز خود اختصاری انجام داده است. از دیگر همکاری‌های این دو هنرمند می‌توان به آهنگ «کجا گمت کردم» اشاره کرد.
شاید خواننده‌ای که بیشترین و مستمرترین همکاری را با اختصاری داشته است، «یاسین صفاتیان» باشد. آنها در چند آلبوم و تک‌آهنگ همکاری داشته‌اند که از مطرح‌ترین این آهنگ‌ها می‌توان به بخیه، تاج خار، مربع خالی و بی‌خوابی اشاره کرد.
شبنم طلوعی نیز دو همکاری با نام‌های «یه دختر» و «برقص» با فاطمه اختصاری داشته است که هر دو ترانه از دو دریچهٔ متفاوت به وضعیت زنان در ایران و محدودیت‌ها و آزارها می‌پردازند.
فاطمه اختصاری با «ماریا»، یکی از خوانندگانی که با اجراهایش در برنامهٔ «صدای برتر» شناخته می‌شود، نیز چند همکاری ازجمله «خانه سرد است»، «قفس پارچه‌ای» و «قایق وارونه» داشته است که این آثار نیز مانند بسیاری از اشعار او به رنج‌ها و تنهایی‌های زنان در ایران امروز می‌پردازند.
الهه سرور، خوانندهٔ افغانستانی، نیز دو شعر از فاطمه اختصاری را به‌صورت زنده در انگلستان به روی صحنه برده است.
او همچنین با خوانندگانی نظیر نوید زردی، میثاق بنی‌مهد، لیلی محسنی، حامد مقدم، فرشین طهماسب، ارغوان، کاوه سوری، آرمین نژادیوسفی، میلاد وحدتی و گروه ایستگاه در چندین آلبوم و تک‌آهنگ همکاری داشته است.
از همکاری‌های مهم اختصاری با گروه‌های موسیقی دیگر کشورها نیز می‌توان به پرفورمنس مشترک او با «اودرون لیلیا» آهنگساز و نوازندهٔ نروژی و «ژانا گلادکو» پرفورمنسر بلاروسی در سالن اپرای مرکزی اسلو اشاره کرد. در این برنامه اختصاری به همراه گروه ارکستر نروژ به مدت یک ساعت با محوریت موضوعاتی مانند سانسور و دیکتاتوری به شعرخوانی و اجرا پرداخت.
اختصاری در مصاحبه با نشریهٔ «آسو» می‌گوید که او معمولاً ابتدا اشعارش را در کتاب‌هایش منتشر کرده و سپس آهنگسازان و خوانندگان برای اجرای آنها به سراغش آمده‌اند؛ ازهمین‌رو بیشتر آنها را شعر می‌داند تا ترانه. شاید تنها استثنای این همکاری‌ها آلبوم «به‌آهستگی» گروه ایستگاه باشد که تمامی ترانه‌ها را فاطمه اختصاری بر روی ملودی نوشته است.

### فیلمسازی و تئاتر
اختصاری فیلمسازی را در سال‌های نخستین دههٔ نود با فیلم کوتاه داستانی «نزدیکی» آغاز کرد. او دورهٔ کارگردانی حرفه‌ای را در مؤسسهٔ SAE گذراند و سپس فیلم مستند Still (هنوز) را در تایلند ساخت که با نگاهی شاعرانه به کودکان ساکن حلبی‌آبادهای بانکوک و رؤیاهای آنها پرداخته است.
او سپس در کشور سوئد فیلم The Way را ساخت که به مسئلهٔ مهاجرت و تطبیق فرهنگی می‌پردازد و بعد فیلم مستند دیگری با نام After me را در آلمان ساخت.
از مهم‌ترین آثار سینمایی دیگر اختصاری می‌توان به فیلم مستند بلند «غیرقابل‌چاپ» اشاره کرد که در آن تاریخ سانسور کتاب را در ایران معاصر بررسی کرده است. این فیلم به دلیل مشکلات برخی هنرمندانی که در ایران زندگی می‌کردند و با آنها در فیلم مصاحبه شده بود، اکران محدودی داشت.
اختصاری علاوه بر کارگردانی، فیلمبرداری و تدوین بسیاری از آثارش را نیز انجام داده است. او همچنین در چندین فیلم مستند و داستانی نظیر «بازیانه» و «ساعت ۵ صبح بود» به‌عنوان بازیگر حضور داشته است.
اختصاری همچنین یکی از اعضای گروه Kollektiv Norden بود که در سال ۲۰۲۳ نمایشنامه‌ای با نام The asylum at the end of the world نوشتند. این نمایشنامه در بهار ۲۰۲۵ به کارگردانی آنیکا سیلکبرگ در اروپا به روی صحنه رفت.

### هنرهای تجسمی
فاطمه اختصاری پس از اقامت در نروژ، هنرهای تجسمی را به‌صورت جدی‌تر دنبال کرد و در این رشته به تحصیل پرداخت. او در سال ۲۰۲۱ مجموعه‌ای به نام Naken منتشر کرد که عکس‌ها، نقاشی‌ها و دیگر آثار تجسمی او را به همراه مقدمه‌ای طولانی پیرامون «برهنگی» دربرمی‌گرفت.
وی همچنین پروژه‌ای را به نام «تمام شد» که حکاکی کلمات فارسی بر روی دو قطعه چوب بود در سال ۲۰۲۲ در گالری ساکسومدال رونمایی کرد و سپس به این آثار در کتابخانهٔ لیل‌هامر مکانی ویژه اختصاص داده شد.
او در همین سال مجموعه‌ای به نام «هارپی»، شامل ۱۰۰ چاپ دستی لینوکات، با همکاری گالری ساکسومدال و در مراسم رونمایی کتاب Hun er ikke kvinne (زن نیست) منتشر کرد.
در سال ۲۰۲۳ نمایشگاه عکسی با نام That your heart is not where it should be براساس اشعار فاطمه اختصاری و سه هنرمند دیگر در نروژ برپا شد.

## فعالیت‌های اجتماعی

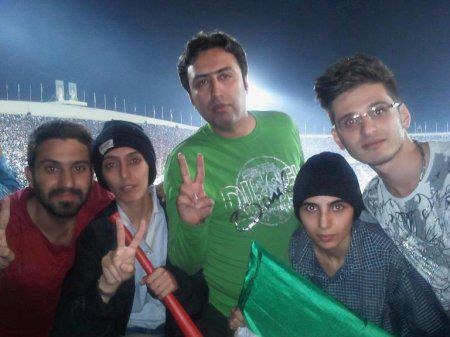
فاطمه اختصاری در ورزشگاه آزادی

فاطمه اختصاری همواره به‌عنوان یک یک فعال حقوق زنان و هنرمند آزادی‌خواه مطرح بوده است. او علاوه بر آثار ادبی و هنری‌اش، مقالات، مصاحبه‌ها و سخنرانی‌های زیادی درمورد زنان، سانسور، زندانیان سیاسی، شکنجه، اعدام و آزادی بیان داشته است.
او در سال ۲۰۲۴ در پنجاه و ششمین نشست سالانهٔ حقوق بشر سازمان ملل در ژنو سوئیس حاضر شد و درمورد وضعیت سانسور و سرکوب در ایران سخنرانی کرد.
وی از پیشگامان مبارزه با حجاب اجباری در میان سلبریتی‌ها بود که در سال ۱۳۸۷ در فیس‌بوک حجاب خود را کنار گذاشت و به‌خاطر آن دستگیر، زندانی و محکوم به شلاق شد. وی در دو دههٔ اخیر مصاحبه‌ها و سخنرانی‌های فراوانی علیه حجاب اجباری و آپارتاید جنسیتی داشته است.
اختصاری در سال‌های اخیر نامه‌ها و بیانیه‌های زیادی را در حمایت از زندانیان سیاسی و مردم ایران امضا کرده و خود را هنرمندی دانسته که اگرچه سیاسی نیست، اما نمی‌تواند نسبت به ظلم و نابرابری بی‌تفاوت باشد. او نسبت به نسل‌کشی هزاره‌ها در افغانستان نیز بی‌تفاوت نبود و یکی از مهم‌ترین هنرمندان غیرافغانستانی بود که به این کارزار پیوست.
حضور اختصاری با لباس و گریم مردانه در سال ۱۳۹۱ در ورزشگاه آزادی (بازی ایران-کره جنوبی، مقدماتی جام‌جهانی ۲۰۱۴) بازتاب بسیار زیادی در شبکه‌های اجتماعی، خبرگزاری‌ها و همچنین سایت‌های خارجی داشت. بسیاری از هنرمندان و فعالان اجتماعی از کار او حمایت کردند اما خبرگزاری‌های وابسته به سپاه پاسداران و صداوسیما نظیر باشگاه خبرنگاران جوان، کار او را تقبیح کردند. حضور اختصاری در استادیوم اگرچه پس از انتشار عکس‌ها به دستگیری او منجر شد، اما باعث شد جریانی شکل بگیرد که دختران بسیاری با گریم و لباس مردانه تلاش کنند وارد ورزشگاه آزادی شوند. این حرکت اعتراضی درنهایت پس از خودسوزی دختر آبی (سحر خدایاری) و افزایش فشارها از طرف فیفا، باعث شد اجازهٔ حضور محدود زنان در استادیوم‌های ورزشی صادر شود.
از فعالیت‌های اجتماعی دیگر او، عضویت در مدیریت Wexfo (وکسفو) است. این سازمان با برگزاری میتینگ‌ها و همایش‌ها در سراسر جهان، برای حمایت و دفاع از آزادی بیان می‌کوشد.

## دستگیری، زندان و خروج از ایران
فاطمه اختصاری از آغاز فعالیت ادبی، تحت فشار و سانسور قرار داشت. هیچ‌کدام از کتاب‌های او مجوز نمی‌گرفتند یا پس از کسب مجوز، از بازار جمع می‌شدند. بارها در صداوسیمای جمهوری اسلامی و همچنین خبرگزاری‌های وابسته به حکومت، علیه او، آثارش و جریان غزل پست‌مدرن مطالبی پخش شد. جلسات شعرخوانی و کارگاه‌هایش تعطیل می‌شد و حتی او از تحصیل در مقطع دکترای مامایی منع شد. وبلاگ شخصی وی بارها فیلتر و حذف شد، از حضورش در نمایشگاه کتاب تهران جلوگیری می‌شد و حتی در حمله به او به اتوموبیل شخصی‌اش آسیب رساندند.

### بازداشت‌ها و برگزاری دادگاه
مشکلات جدی‌تر اختصاری با جمع‌آوری کتاب «یک بحث فمینیستی قبل از پختن سیب‌زمینی‌ها» در سال ۱۳۸۹ و چند ماه بعد از آن در ۱۳ مهر ۱۳۸۹ با دستگیری توسط وزارت اطلاعات در منزل شخصی‌اش آغاز شد. او به‌مدت چند هفته تحت بازجویی بود و تمامی وسایل شخصی‌اش نظیر لپ‌تاپ، دست‌نوشته‌ها، آلبوم‌ها و هارددیسک‌هایش در اختیار آنها قرار داشت. او درنهایت با پروندهٔ باز آزاد شد و مجبور شد به‌مدت دو سال از شبکه‌های اجتماعی و برگزاری هر نوع کارگاه ادبی فاصله بگیرد.
در ۱۵ آذر ۱۳۹۲ فاطمه اختصاری درحالی‌که به همراه چند نفر از دوستانش قصد سفر به ترکیه را داشتند، متوجه شد که خودش و مهدی موسوی ممنوع‌الخروج شده‌اند. او این ماجرا را در راستای افزایش فشارها و آزارها دانست و به خانه برگشت. وی در ۱۷ آذر ۱۳۹۲ در خانه‌اش با حملهٔ نیروهای اطلاعات سپاه دستگیر شد، تمام وسایل شخصی‌اش ضبط شدند و با چشم‌بند و دستبند به بند دو-الف زندان اوین منتقل شد. تا هفته‌ها کسی از او و مهدی موسوی، که همزمان با او دستگیر شده بود، خبری نداشت تا درنهایت پس از اعتراضات عمومی در داخل و خارج از کشور، خبر بازداشت او اعلام شد. او ۳۸ روز را در سلول انفرادی به سر برد و هر روز تحت شدیدترین شکنجه‌های روحی بازجویی شد. او موضوع اغلب بازجویی‌ها را کتاب‌های شعرش، فعالیت‌هایش در حوزهٔ زنان، اجرای اشعارش توسط خوانندگان (مخصوصا شاهین نجفی) و جریان غزل پست‌مدرن بیان می‌کند.
فاطمه اختصاری پس از افزایش فشارهای جهانی بر حکومت ایران، در تاریخ ۲۵ دی ۱۳۹۲ پس از ۳۸ روز بازداشت و بازجویی، به قید وثیقه تا زمان برگزاری دادگاه و صدور حکم آزاد شد. آثار و دست‌نوشته‌های اختصاری هرگز به او برگردانده نشدند و لپ‌تاپ و هارددیسک‌های او نیز سوخته بود و اطلاعات آنها قابل بازیابی نبود. از حضور او در شبکه‌های اجتماعی و جلسات ادبی به‌مدت دو سال ممانعت می‌شد و خود او و اطرافیانش بارها مورد تهدید و تعرض قرار گرفتند، به‌طوری‌که در زمان ملاقاتش با مهناز محمدی به ماشین او صدمات جدی وارد کردند. با فشارهای بیشتر اطلاعات سپاه، اختصاری شغل خود (مامایی) را نیز از دست داد و تمامی کتاب‌هایش از بازار جمع‌آوری شدند.
او در سال ۱۳۹۳ نیز بار دیگر بازداشت شد و زمانی را در زندان ارومیه گذراند. پروندهٔ او ابتدا برای بازپرسی به دادسرای اوین (شهید مقدس) فرستاده شد و پس از آن به شعبه ۲۸ دادگاه انقلاب تهران به قضاوت محمد مقیسه ارجاع داده شد. اختصاری دو سال تمام در چندین جلسهٔ دادگاه حاضر شد و در آنجا توسط قاضی بارها مورد فحاشی و آزار کلامی قرار گرفت. او و وکیلش (امیر رئیسیان) اظهار می‌کنند که تفهیم اتهام از روی حکمِ صادرشده صورت می‌گرفته و جلسات دادگاه نمایشی بوده است! در این جلسات بسیاری از اشعار اختصاری که در کتاب‌هایش با مجوز وزارت ارشاد چاپ شده بوده، به‌عنوان سیاه‌نمایی یا توهین به مقدسات مطرح شده و بازجو نیز در گزارش خود عنوان کرده بوده که متهمان (اختصاری و موسوی) همکاری نکرده‌اند و درخواست تشدید مجازات را داشته است.

### صدور حکم و واکنش‌ها
در تاریخ ۲۰ مهر ۱۳۹۴ امیر رئیسیان، وکیل فاطمه اختصاری، از صدور حکم و محکومیت او به ۱۱٫۵ سال زندان از بابت اتهامات «توهین به مقدسات» و «فعالیت تبلیغی علیه نظام» و ۹۹ ضربه شلاق برای «روبوسی و دست دادن با نامحرم» خبر داد. رئیسیان ضمن رد این اتهامات، اعلام کرد که تاریخ صدور حکم ۱ تیر ماه بوده که قبل از برگزاری آخرین جلسهٔ دادگاه و انجام دفاعیات متهمان و وکیل آنها بوده است! او در ادامه گفت که حتماً به این حکم اعتراض خواهد کرد و با امیدواری به تغییر احکام در دادگاه تجدیدنظر گفت: «اشکالات زیادی در پرونده وجود دارد. استدلالاتی که در حکم به آن استناد شده، بنیاد واقعی ندارد و اصلاً بعضی از چیزهایی که عنوان شده، هیچ مبنایی ندارد.»
صدور حکم بیش از ۲۰ سال زندان برای دو شاعر، واکنش‌های جهانی زیادی را برانگیخت و به خبر داغ نشریاتی همچون دیلی میل، گاردین، نیویورک تایمز و نیویورکر بدل شد. روزنامهٔ نیویورک تایمز گزارش داد که بیش از ۱۱۶ هنرمند برجسته خارجی به رهبر ایران نامه‌ای نوشته‌اند و درخواست آزادی فاطمه اختصاری و مهدی موسوی را داشته‌اند. کلود بری، کلود للوش و میشل آزاناویسوس از امضاکنندگان این نامه بودند. همچنین انجمن جهانی قلم و انجمن قلم بسیاری از کشورها (به‌طور جداگانه) خواستار آزادی این دو شاعر شدند. تجمعی اعتراضی نیز توسط شاعران و نویسندگان سوئدی در استکهلم برگزار شد و هنرمندان این کشور به صدور احکام زندان اعتراض کردند. همچنین بیانیه‌ای نیز توسط هنرمندان مطرح این کشور در حمایت از این دو شاعر منتشر شد. برخی حقوق‌دانان نیز با انتشار مقالاتی این حکم را فاقد وجههٔ قانونی دانستند. همچنین ۱۳۰ تن از نویسندگان و روزنامه‌نگاران مطرح ایرانی مانند علی‌اشرف درویشیان و مهرانگیز کار در بیانیه‌ای خواستار آزادی این دو هنرمند و دیگر نویسندگان زندانی شدند. محمدرضا عالی‌پیام، شاعر و طنزپرداز، نیز با سرودن شعری از داخل زندان، خواستار آزادی آنها شد. نوام چامسکی، زبان‌شناس و فیلسوف آمریکایی، با ابراز ناراحتی شدید از این حکم، آن را «نقض بسیار جدی اصول حقوق بشر» دانست. در بیانیه‌ای دیگر ۵۳ شاعر و نویسندهٔ ایرانی مانند اسماعیل خویی، شهریار مندنی‌پور، پرتو نوری‌علا و بکتاش آبتین خواستار توقف حکم فاطمه اختصاری، مهدی موسوی و مصطفی عزیزی شدند. ۷۳۷ شاعر و هنرمند جوان از طیف‌های گوناگون نیز در بیانیه‌ای خواستار تجدیدنظر در حکم و آزادی این دو زندانی شدند. از امضاکنندگان این نامه می‌توان به مونا برزویی، آریا آرام‌نژاد، عاطفه اسدی و زینب موسوی اشاره کرد. در بیانیه‌ای دیگر بیش از ۱۶۰ هنرمند و شاعر ایرانی همچون محسن مخملباف، شهرنوش پارسی‌پور، محمد نوری‌زاد، ژیلا بنی‌یعقوب و محمد محمدعلی به این حکم اعتراض کرده و خاطرنشان کردند که «انگار ایران قرار است از این پس شاعر و نویسنده نداشته باشد»! احمد شهید، گزارشگر ویژهٔ سازمان ملل در امور حقوق بشر در ایران، حکم زندان فاطمه اختصاری و مهدی موسوی را «نمونهٔ بارز نقض حقوق هنرمندان و در بند کشیدن قلم دانست» و به آن اعتراض کرد. در زمان بازداشت این دو شاعر نیز نامه‌ای توسط ۲۱۸ هنرمند ازجمله شمس لنگرودی، منیرو روانی‌پور و علیشاه مولوی امضا شده بود که حکومت را به دوری از کینه و کدورت دعوت کرده و خواستار آزادی اختصاری و موسوی شده بود. کانون نویسندگان ایران نیز در بیانیه‌ای عناوینی مانند «دست‌دادن و روبوسی با نامحرم» را دست‌آویزی برای سرکوب روشنفکران دانسته و خواهان الغای بی‌قید و شرط احکام شده بود.
از آن‌سو رسانه‌های وابسته به سپاه پاسداران نسبت به این حمایت‌ها واکنش دادند و روزنامهٔ جوان با چاپ عکس اختصاری و موسوی آنها را مجرمانی نامید که توسط رسانه‌های غربی شهروند مطیع قانون معرفی می‌شوند. در این مقاله اختصاری و موسوی به حمایت از جنبش سبز، ارتباط با رادیو زمانه، حمایت از احمد باطبی و شاهین نجفی و ارتباط با آنها، آموزش مستندسازی در کشورهای خارجی، حضور در مهمانی‌های مختلط، کشف حجاب و سرودن اشعار غیراخلاقی و ضدنظام متهم شده بودند.
پس از اعتراض امیر رئیسیان به حکم، پروندهٔ فاطمه اختصاری به شعبهٔ ۵۴ دادگاه تجدیدنظر ارجاع داده شد و جلسهٔ رسیدگی به پرونده در ۲ دی ۱۳۹۴ برگزار شد. اگرچه مهدی موسوی دراین‌باره در صفحهٔ شخصی‌اش نوشته بود که «باتوجه به جو مثبت دادگاه، نسبت به دادگاه بدوی، امیدوارم حکم نهایی همان حکمی باشد که همهٔ ما دو سال است منتظر آن هستیم»، اما احکام صادره در دادگاه بدوی عیناً تأیید شد و فاطمه اختصاری به ۱۱٫۵ سال زندان و ۹۹ ضربه شلاق محکوم شد.

### خروج از ایران
در ۲۳ دی ۱۳۹۴ خبرگزاری‌های سپاه با انتشار عکسی از فاطمه اختصاری و مهدی موسوی در برنامهٔ «کاوش» شبکهٔ «کورد» ادعا کردند که آنها از کشور فرار کرده‌اند. ساعاتی بعد اختصاری و موسوی در گفتگو با رادیو زمانه خبر را تأیید کردند اما گفتند که درصورت شکستن حکم به ایران بازخواهند گشت. اختصاری در مصاحبه‌های بعدی عنوان کرد که در ۱۷ آذر ۱۳۹۴، باتوجه به احتمال بالای تأیید حکم سنگین زندان و شلاق، از ایران به‌شکل غیرقانونی خارج شده است. او به‌خاطر ناامن بودن مسیر فرار به ترکیه، ابتدا با کمک قاچاقبر و با تغییر چهره و لباس مبدل به اقلیم کردستان عراق فرار کرده و پس از مدتی مخفی شدن در آنجا، با کمک قاچاقبر دیگری و از راه کوه خودش را به ترکیه رسانده است.
اختصاری بیش از یک سال در شهرهای وان و اسکی‌شهیر ترکیه اقامت داشت و سپس با دعوت مؤسسهٔ آیکورن و دریافت بورس دوسالهٔ ادبی به شهر لیل‌هامر نروژ آمد و به‌عنوان هنرمند مهمان در این شهر مشغول فعالیت شد.

## اختصاری در نگاه دیگران
اشعار فاطمه اختصاری در دهه‌های گذشته بارها در مقالات پژوهشی مورد نقد و بررسی قرار گرفته است. در بسیاری از مقالات و کتاب‌هایی که در ایران به مطالعه در زمینهٔ غزل پست‌مدرن و غزل پس از انقلاب پرداخته‌اند، اشعار او از دیدگاه‌هایی نظیر سبک‌شناسی، فرم، بازی‌های زبانی و نوشتار زنانه مورد بررسی قرار گرفته‌اند.
مریم کوچکی شلمانی، منتقد ادبی، مجموعهٔ «منتخبی از شعرهای شاد به همراه چند عکس یادگاری» را متأثر از نظریات هر ۴ جریان غالب فمینیستی دانسته و عنوان می‌کند که «اگرچه قهرمان روایت‌ها در اشعار اختصاری، زن است؛ اما در تعدادی از روایت‌ها ما با شکل افراطی و شعارگونهٔ نقطه‌نظرهای فمینیستی مواجه نیستیم.» اما اعظم سروری، مدرس دانشگاه، اشعار اختصاری را به‌خاطر نگاه اروتیک به زن نقد کرده و آن را دارای «اثرات سوء بر فکر و اندیشهٔ جامعه» می‌داند.
فاطمه همدانیان، منتقد ادبی، ضمن بررسی کتاب «یک بحث فمینیستی قبل از پختن سیب‌زمینی‌ها»، اختصاری را برجسته‌ترین شاعر زن غزل پست‌مدرن می‌داند و اشعار او را «جای حضور همهٔ زنان ایرانی می‌داند که جایشان و تصویرشان تاکنون در قالبی تک‌بعدی در جامعه ارائه شده است.»
محسن عاصی، شاعر و منتقد ادبی، اختصاری را میراث‌دار فروغ فرخزاد دانسته و اعتقاد دارد که او «اگرچه به نقد جریان‌های فمینیستی پیش از خود می‌پردازد، اما قدمی به سوی جلو برداشته و افق‌های جدیدتری را برای شعر زنان تصویر می‌کند»، اما امید اقدمی، منتقد ادبی، او را چهره‌ای متمایز از فروغ دانسته و اشعار او را به «جنگی چریکی» تشبیه می‌کند. حسین نوش‌آذر، نویسنده و مترجم، نیز شعر او را «شعری اجتماعی و کاملاً زنانه» ارزیابی می‌کند.
ابراهیم نبوی، طنزپرداز، فاطمه اختصاری را یکی از ده زن تأثیرگذار در سال ۱۳۹۴ می‌داند و شادی آنجلینا بازغی، مترجم و شاعر دانمارکی، اشعار او را سنگین‌ترین شعرهایی می‌داند که از شاعر جوانی خوانده است و آن را حاوی اندوه و دردی می‌داند که به‌سختی می‌توان آن را تحمل کرد یا دربرگرفت.
کلایو جیمز، منتقد و نویسندهٔ استرالیایی، اعتقاد دارد که «اختصاری چیزی می‌نویسد، اما معنایی دیگر و فراتر دارد.»
سیندره آندرسن، نویسنده و منتقد نروژی، فاطمه اختصاری را اجراکنندهٔ تفکرات و تکنیک‌های پست‌مدرن در قالب‌های سنتی شعر فارسی می‌داند.
آتنا فرخزاد، شاعر و نویسندهٔ سوئدی، اعتقاد دارد که «فاطمه اختصاری هم به عنوان شاعر و هم به عنوان فعال، یکی از شخصیت‌های اصلی ادبیات معاصر فارسی است. او در شعر خود، ابیات کلاسیک را تجدید می‌کند و آنها را دوباره مرتبط می‌کند، با اجازه دادن به قافیه و ریتم، مضامینی مانند تمایلات جنسی، مبارزات سیاسی و زندگی روزمره را ملاقات می‌کند. ترکیب بازیگوشی و سازش‌ناپذیری، او را به صدای بسیاری در نسل جوان تبدیل کرده است. او حتی در تبعید، هم در ایران و هم در دیاسپورا خوانده شده و دوستش می‌دارند.»
مجلهٔ ادبی «وزن دنیا» در شمارهٔ ۲۴ خود که «یک انقلاب زنانه» نام داشت و به بررسی شعر اعتراضی می‌پرداخت، اختصاری را با نظرسنجی از منتقدان و مخاطبان، یکی از پنج شاعر برتر زن معاصر در حوزهٔ شعر اعتراضی دانسته بود و مقاله‌ای با عنوان «صدای یک نسل» به قلم عاطفه اسدی درمورد او منتشر کرد.
ویلده آندریا برون، منتقد نروژی، فیلم «هنوز» اختصاری را ترکیبی از امید و رنج می‌داند، ساختهٔ کارگردانی که در دهه‌های اخیر تحت شدیدترین فشارها و سانسورها بوده است.
در سال ۲۰۲۵ مجموعه‌ای با نام «فاطمه، فاطمه است (جلد دوم!)» منتشر شد که برخی از اشعار، داستان‌ها و ترانه‌های چند دههٔ اخیر را دربرمی‌گیرد که دارای بینامتنیت با آثار اختصاری هستند.

## آثار

### کتاب‌ها
- یک بحث فمینیستی قبل از پختن سیب‌زمینی‌ها ۱۳۸۹، نشر سخن‌گستر
- کنار جادهٔ فرعی ۱۳۹۲، نشر نیماژ
- منتخبی از شعرهای شاد به همراه چند عکس یادگاری ۱۳۹۴، نشر نیماژ
- Mezi pavoučími vlákny (در میان تارهای عنکبوت)، به زبان چکی ۲۰۱۳
- شنا کردن در حوضچهٔ اسید ۱۳۹۵، نشر اچ‌انداس مدیا
- مرده‌ای که مرده بود، یک نفس عمیق کشید ۱۳۹۶، مؤسسهٔ توانا
- بت بزرگ ۱۳۹۶، نشر سایه‌ها
- تبر ۱۳۹۷، نشر سایه‌ها
- نزدیکی ۱۳۹۹، نشر سایه‌ها
- Vi overlever ikke (زنده نمی‌مانیم)، نشر ترنسفر فورلاگ (نروژ) ۲۰۲۰
- Naken (برهنه)، نشر لولو (نروژ) ۲۰۲۱
- Hun er ikke kvinne (زن نیست)، نشر آسکهوگ (نروژ) ۲۰۲۲

### فیلم‌ها
- نزدیکی (ایران، ۱۳۹۱)
- Still (تایلند، ۱۳۹۲)
- The way (سوئد، ۱۳۹۲)
- After me (آلمان، ۱۳۹۲)
- Unpublishable (نروژ، ۲۰۲۱)
- The biggest wish (ناتمام)